# Instituto Politécnico de Portalegre
O Instituto Politécnico de Portalegre (IPPortalegre) é uma instituição de ensino superior pública, constituída por quatro escolas, e dois pólos, um em Portalegre e outro em Elvas. Foi criado em 1980 e tem cerca de 2 500 estudantes.
O IPP é membro associado da UASNET (Universities of Applied Sciences Network), da AULP (Associação das Universidades de Língua Portuguesa) e da WFCP (World Federation of Colleges and Polytechnics).

## Escolas
- Escola Superior de Educação e Ciências Sociais (ESECS)[5]
- Escola Superior de Saúde (ESS)[5]
- Escola Superior de Tecnologia, Gestão e Design (ESTGD)[5]
- Escola Superior de Biociências de Elvas (ESBE)[5]

Para além destas escolas especializadas, o Politécnico de Portalegre dispõe de um Centro de Línguas e Culturas (CLiC) e de um Centro Europe Direct em Elvas. 

## Unidades de investigação
O Politécnico de Portalegre tem uma unidade de I&D, denominada VALORIZA, acreditada pela Fundação para a Ciência e a Tecnologia (FCT) como MUITO BOM, um Laboratório Colaborativo na área das Biorefinarias, igualmente acreditado e financiado pela FCT.
Paralelamente, muitos dos investigadores do Politécnico de Portalegre integram também outras unidades de I&D, acreditadas pela FCT e sediadas em várias Instituições de Ensino Superior, como é o caso do CITUR (Centro de Investigação em Turismo).
Para além disso, o Politécnico de Portalegre participa como Instituição de Ensino Superior associada e cofundadora do CoLAB BIOREF - Laboratório Colaborativo para as Biorrefinarias, sendo a única instituição politécnica envolvida, e acolhendo um dos polos deste CoLAB, sediado no Campus Politécnico.

## Cursos
O Instituto Politécnico de Portalegre oferece através das duas 4 escolas diversos CTESP, Licenciaturas, Pós-graduações, Mestrados e Doutoramentos. 
A oferta formativa em 2025/2026 é a seguinte:
CTESP 
- Acompanhamento de Crianças e Jovens | ESECS - Portalegre
- Análises Laboratoriais | ESTGD - Portalegre
- Animação e Produção 3D | ESTGD - Portalegre
- Apoio ao Consultório Médico e Dentário | ESS - Portalegre
- Apoio em Cuidados Continuados Integrados | ESS - Portalegre
- Bioenergias | ESTGD - Portalegre
- Construção e Reabilitação de Edifícios | ESTGD - Portalegre
- Contabilidade | ESTGD - Portalegre
- Cuidados Veterinários | ESBE - Elvas
- Design de Som e Produção Musical | ESTGD - Portalegre
- Design Multimédia e Audiovisuais | ESTGD - Portalegre
- Desporto e Atividade Física | ESBE - Elvas
- Desporto e Formação Equestre | ESBE - Elvas
- Fotografia e Imagem Digital | ESECS - Portalegre
- Gestão de Vendas e Marketing | ESTGD - Portalegre
- Intervenção Social e Comunitária | ESECS - Portalegre
- Manutenção Eletromecânica | ESTGD - Portalegre
- Programação Ágil e Segurança de Sistemas de Informação | ESTGD - Portalegre
- Tecnologias de Produção Agropecuária | ESBE - Elvas
- Tecnologias de Produção e Processamento de Cannabis Sativa | ESBE - Elvas
- Tecnologias e Programação de Sistemas de Informação | ESTGD - Portalegre
- Turismo e Informação Turística | ESECS - Portalegre

-
LICENCIATURAS
- Administração de Marketing e Publicidade (ESTGD - Portalegre)
- Agronomia (ESBE - Elvas)
- Design de Animação (ESTGD- Portalegre)
- Design de Comunicação (ESTGD- Portalegre)
- Desporto (ESBE - Elvas)
- Educação Básica (ESECS - Portalegre)
- Educação Social (ESECS - Portalegre)
- Enfermagem (ESS - Portalegre)
- Enfermagem Veterinária (ESBE - Elvas)
- Engenharia Civil (ESTGD - Portalegre)
- Engenharia de Produção de Biocombustíveis (ESTGD - Portalegre)
- Engenharia Informática (ESTGD - Portalegre)
- Equinicultura (ESBE - Elvas)
- Fisioterapia (ESS - Portalegre)
- Gestão (ESTGD - Portalegre)
- Higiene Oral (ESS - Portalegre)
- Jornalismo e Comunicação (ESECS - Portalegre)
- Serviço Social (ESECS - Portalegre)
- Turismo (ESECS - Portalegre)

-
DOUTORAMENTOS 
- Agricultura Sustentável | ESBE - Elvas
- Economia Circular | ESBE - Elvas
- Hidrogénio e Gases Renováveis | ESTGD - Portalegre